# Wohnhaus Straße des Friedens 9 (Laage)

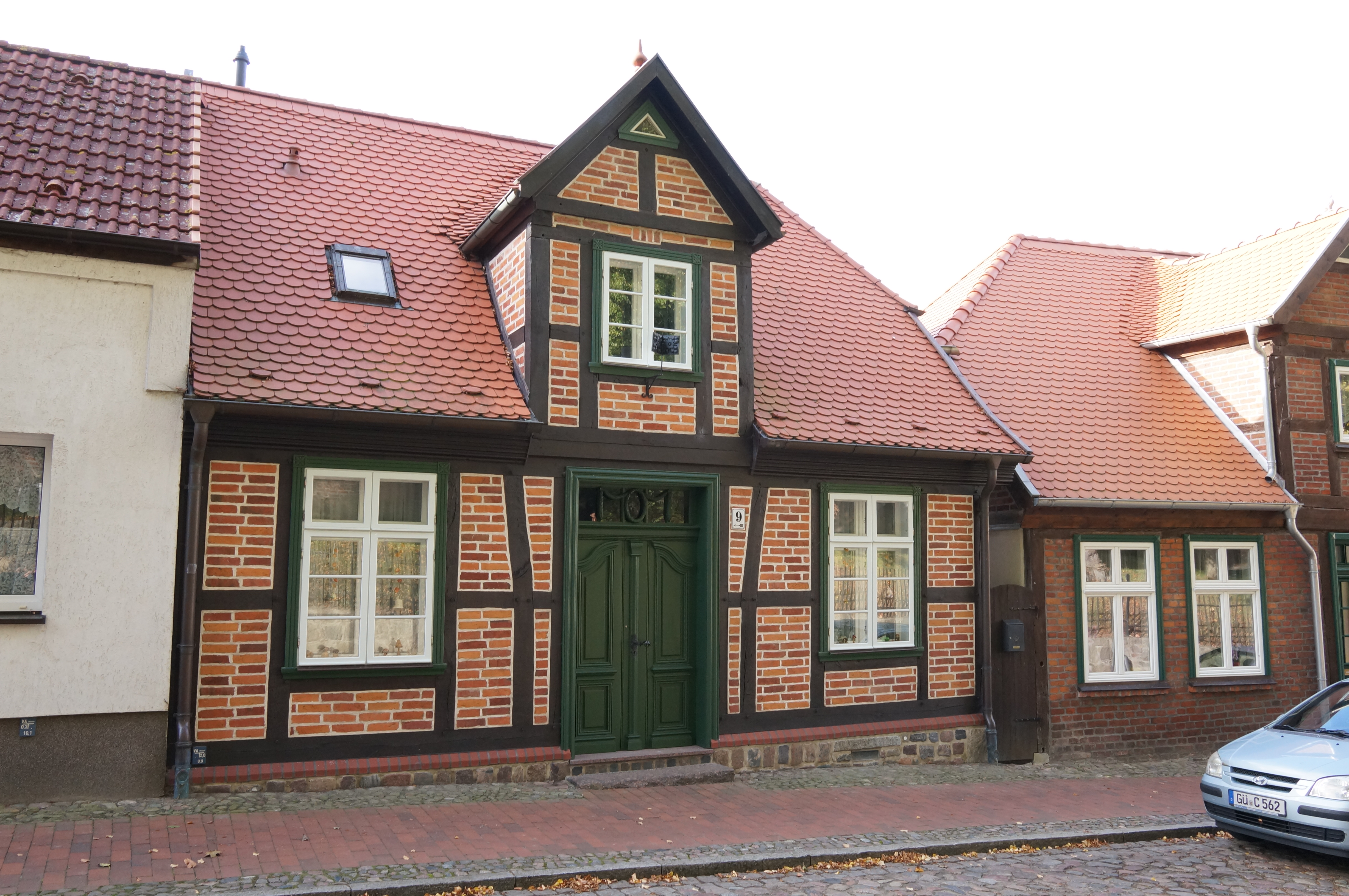

Das Wohnhaus Straße des Friedens 9 in Laage stammt aus dem 18. Jahrhundert.
Das Gebäude steht unter Denkmalschutz.

## Geschichte
Das 1216 erstmals erwähnte Dorf Laage im Landkreis Rostock in Mecklenburg-Vorpommern hat 6469 Einwohner (2019).
Das eingeschossige Fachwerkhaus mit Ausfachungen aus Backsteinen und dem zweigeschossigen Zwerchgiebel wurde am Ende des 18. Jahrhunderts gebaut und ist wie das Nachbarhaus ein typischer Vertreter der Bauweise kleinerer Häuser in dieser Zeit. In dem Haus befand sich um 1908 ein Waschsalon. Das Haus war 1990 sehr stark geschädigt; es wurde im Rahmen der Städtebauförderung um 1995 bis 2001 saniert, wobei nur wenige Fachwerkteile erhalten werden konnten.